# August Hallner
Jonas August Hallner, född 31 januari 1851 i Donhalla, Ryssby socken, Kronobergs län, död 12 maj 1943 i Stockholm, var en svensk restaurangman, författare, målare och tecknare.
Han var son till faktorn Carl Isak Jonsson och Margareta Gustava Jonasson samt från 1882 gift med Tekla Lovisa Lundqvist. Efter att Hallner flyttat till Stockholm studerade han vid Konstakademin under 1870-talet. Vid sidan av sitt konstnärskap arbetade han på olika restauranger bland annat som källarmästare på Hamburger Börs 1908-1920. Under Hallners ledning gjordes Hamburger Börs till en samlingspunkt i artistkretsar. om Som konstnär målade han stadsbilder och landskapsskildringar från Stockholm och dess omgivningar i oljefärg eller akvarell dessutom utförde han grafiska blad med personskildringar. Som författare gav han ut några häften med tillfällighetsdikter, som Lek (1904), Idyll och visa (1914, under pseudonymen Ture Hall) och Kvällssus (1922). Dikterna hade Hallner huvudsakligen skapat inom sällskapen Bellmans minne och Par Bricole, där han var en uppburen medlem. Han författade även memoarböckerna Från pys till gubbe (1922), Från stad och bygd (1925) och Ur skrivbordsgömman (1927). Hallner är representerad vid bland annat Uppsala universitetsbibliotek.